# Usko Kantola
Usko Kantola (11 de septiembre de 1913 – 27 de julio de 1994) fue un actor teatral y cinematográfico finlandés.

## Biografía
Su nombre completo era Usko Toivo Kantola, y nació en Sysmä, Finlandia.
Kantola actuó largo tiempo en el teatro Kansanteatteri de Helsinki. Fue intérprete de operetas, ya que en sus orígenes era cantante de ópera. 
Además de una larga carrera teatral, Kantola actuó en alrededor de una treintena de producciones cinematográficas.
Usko Kantola falleció en Helsinki, Finlandia, en el año 1994.

## Filmografía
- 1936 : Mieheke
- 193 : Syyllisiäkö?
- 1940 : Serenaadi sotatorvella eli sotamies Paavosen tuurihousut
- 1943 : Salainen ase
- 1943 : Varuskunnan ”pikku” morsian
- 1943 : Syntynyt terve tyttö
- 1943 : Katariina ja Munkkiniemen kreivi
- 1943 : Neiti Tuittupää
- 1944 : Nainen on valttia
- 1944 : Dynamiittityttö
- 1950 : Professori Masa
- 1951 : Tytön huivi
- 1952 : Yhden yön hinta
- 1953 : Kolmiapila
- 1953 : Kuningas kulkureitten
- 1953 : Varsovan laulu
- 1954 : Olemme kaikki syyllisiä
- 1954 : Opri
- 1954 : Sininen viikko
- 1955 : Pastori Jussilainen
- 1955 : Pekka ja Pätkä puistotäteinä
- 1955 : Nukkekauppias ja kaunis Lilith
- 1956 : Ratkaisun päivät
- 1957 : Risti ja liekki
- 1957 : Vieras mies
- 1958 : Pieni luutatyttö
- 1958 : Sven Tuuva
- 1959 : Kovaa peliä Pohjolassa